# Malgosia Majewska
Małgorzata “Malgosia” Majewska (anche conosciuta come Margaret Majewska) (Danzica, 23 febbraio 1981) è una modella canadese, incoronata Miss Mondo Canada 2006. Durante il concorso, ha vinto anche il titolo di Miss Fitness, che le ha permesso di accedere direttamente alle finali.
Polacca di nascita, la Majewska è emigrata in Canada in giovanissima età e si è laureata presso la Temple University di Filadelfia in Affari internazionali ed economia. Parla fluentemente polacco, inglese, francese e italiano.
Il 2 settembre 2006 ha vinto il titolo di Miss Mondo Sports, che le ha permesso di accedere direttamente alle semifinali di Miss Mondo 2006. Il 30 settembre 2006, durante la finale di Miss Mondo, che si è tenuta a Varsavia, la modella si è classificata fra le diciassette finaliste del concorso.